# エラフスホソアカクワガタ
エラフスホソアカクワガタ (Cyclommatus elaphus) は、節足動物門昆虫綱甲虫クワガタムシ科に属するクワガタムシの一種。elaphusは雄鹿という意味がある。
エレファスホソアカクワガタと呼ぶこともある。

## 分布
スマトラ島の高山部にのみ生息している。

## 特徴
ホソアカクワガタ属の中では最大種で、体長は100 mmを越え110 mm近くに達する種である。雄の体色は個体差が大きく、体が緑色で大顎が青みを帯びる個体が普通だが、赤褐色の個体もいる。極稀に全身が青い個体も発見される。大型個体の雄の大顎基部にはオレンジ色の模様がある。体はとても平たく、脚にもオレンジ色の模様があり、色虫と呼ばれる色彩豊かなクワガタムシの大型種の中では最美麗種として本種を推す声もある。
大顎は体長の半分ほどにもなり、基部の近くに内歯が発達し、顎の先端部は二股に分かれ、その中には小さな鋸状の歯が発達する。大顎は、強く湾曲し左右で円に近い形をなすタイプ、やや湾曲しつつも伸びるタイプ、ほぼ真っ直ぐ伸び体も細くなるタイプの3つに分かれる。
小型個体になると基部のオレンジ色の模様が薄くなるか、もしくは無くなり、顎は体長の4分の1ほどで、大型個体とは同じ種とは思えない程外見が異なる。
雌の色彩は地味で赤黒く、これまた別種のように見える。大型個体の中には頭部が紫色の光沢を持つものもいる。
大あごがシカの角のように見えるため、elaphus（シカ）と名付けられている。

## 生態
熱帯雨林の樹幹や広葉樹の枝先に集まり、その枝を傷つけて樹液を吸うと言われる。しかし、詳しい生態は未だに判っていない部分が多い。
体格の大きいクワガタにしては珍しく、争いを好まない性格をしている。

## 飼育
本種は美しい体色と奇抜な形状であるため、クワガタムシの中でも高い人気を誇るが、大型のクワガタムシの中では飼育は若干難しい。その理由としては、本種は赤道直下の場所でも標高の高いところに分布している為か高温への耐性が乏しい点と幼虫の餌の選択が難しい点が挙げられる。近年は過去には考えられなかったような大型個体が少なからず羽化しているとも言われ、幼虫の餌としてカワラ菌の菌糸瓶やエノキオガの菌糸瓶、更には材飼育を選択することが大型個体を育てるのに有効であることが知られつつある。菌糸瓶は本種に適合するものを選ぶのは困難であるが、材飼育であればお金と手間を掛ければ大型個体を作出することはそれ程困難ではないだろう。産卵に関しては、温度管理さえ出来ていれば普通のホソアカクワガタのセットで問題なく産卵する。

## 亜種
亜種は主に3種に分かれている。全てスマトラ島産で、様々な地域に棲み分けている。
- 原名亜種 C. e. elaphus - スマトラ島南部
- C. e. truncatus - スマトラ島北部
- C. e. kirchnei - スマトラ島西部

## 画像

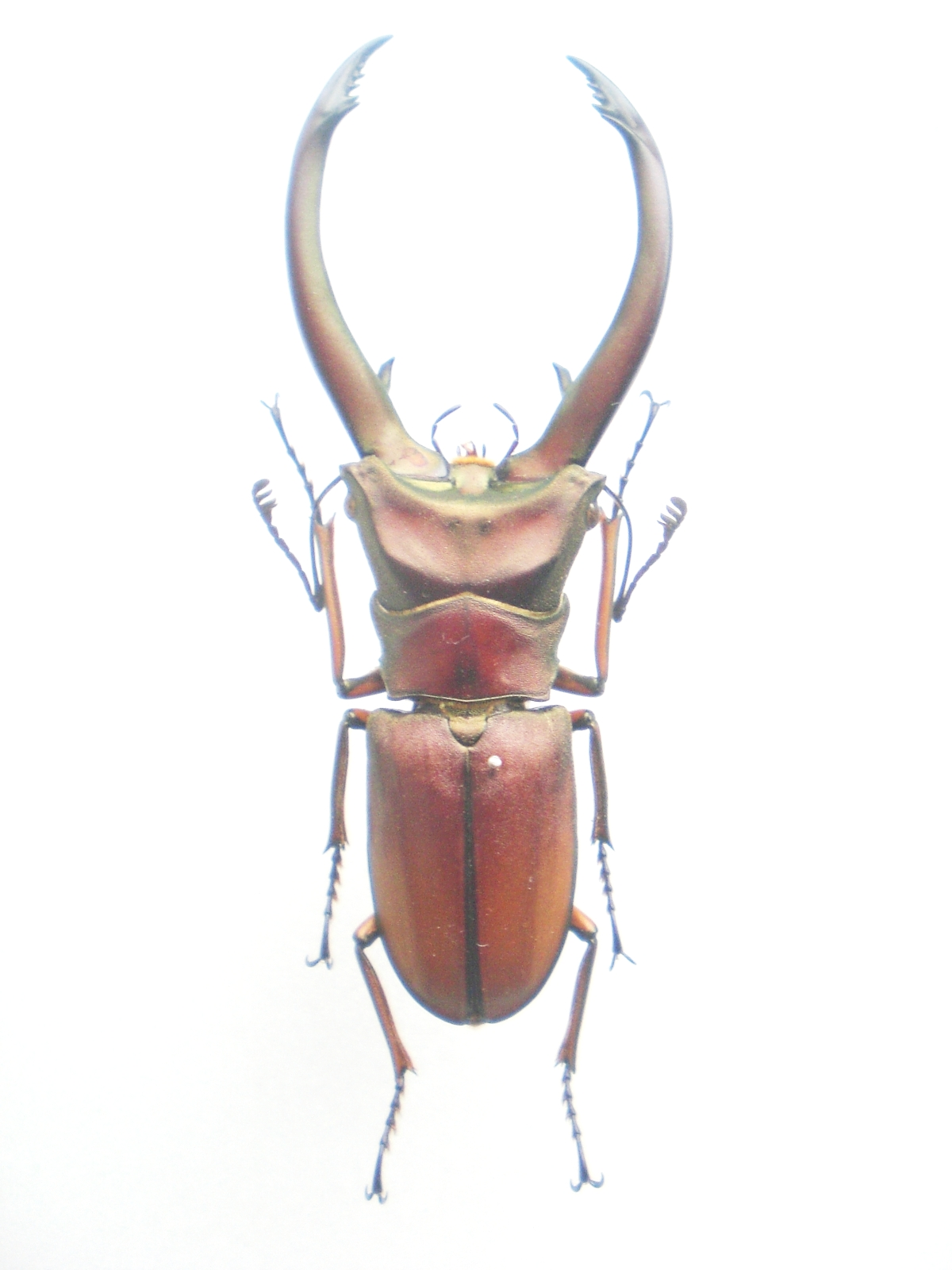
赤褐色型個体69 mm
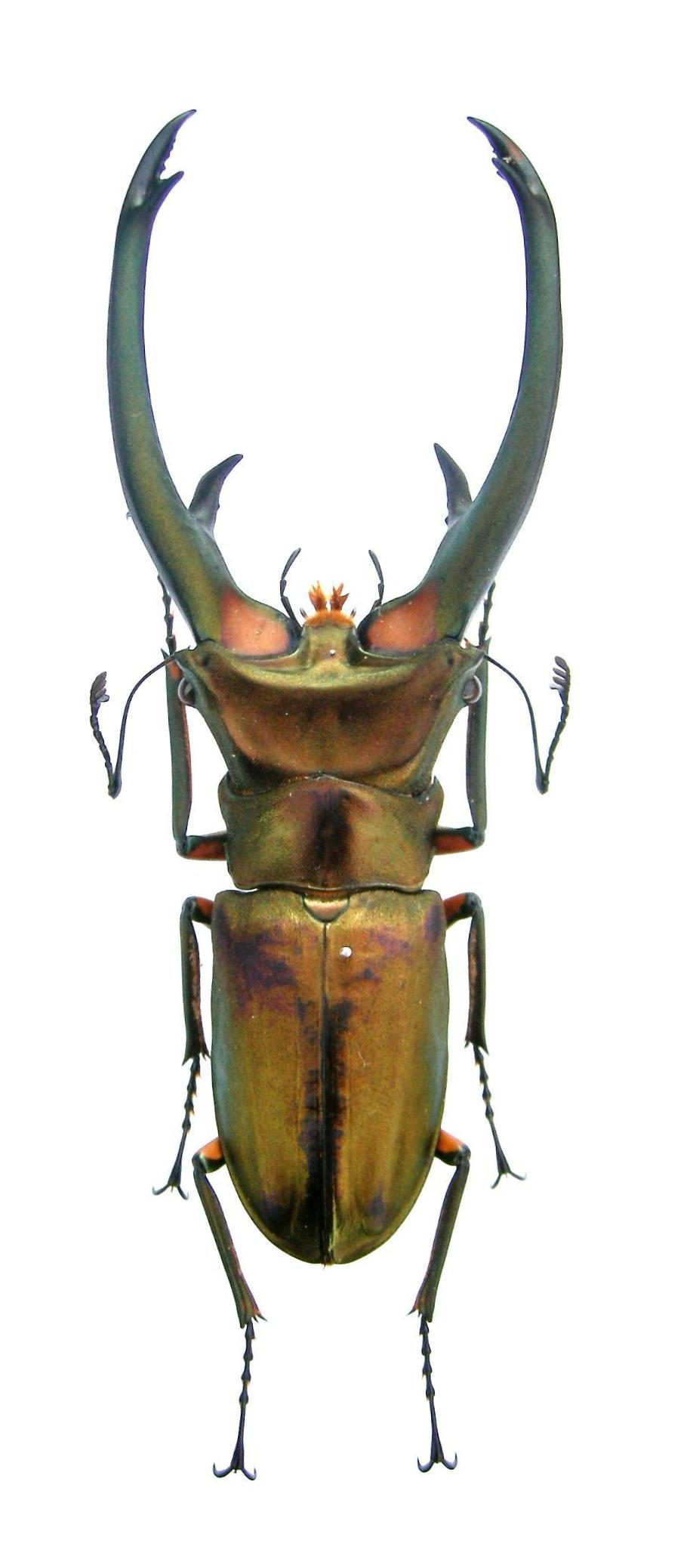
普通型個体95 mm
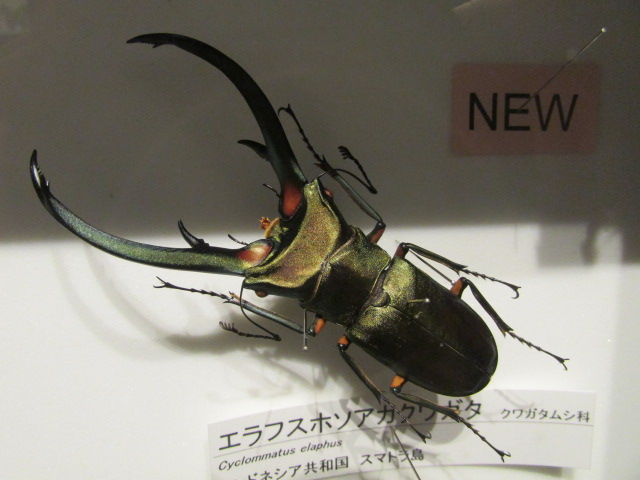
神奈川県立生命の星・地球博物館所蔵標本